# The Saturday Evening Post
The Saturday Evening Post est un magazine américain. Son histoire remonte au début du XIXe siècle alors qu'il est un quotidien publié à Philadelphie. Curtis Publishing Company qui racheta le titre en 1897 prétendait qu'il descendait du Pennsylvania Gazette de Benjamin Franklin. Le magazine a connu plusieurs périodes, mais les historiens considèrent que son âge d'or correspond à la période de 1899 jusqu'au début des années 1930 alors qu'il est dirigé par George Horace Lorimer. Sous son impulsion le tirage passe de quelques milliers à un million d'exemplaires. Le Saturday Evening Post doit aussi sa notoriété aux artistes qui illustrèrent la couverture du magazine, dont les plus célèbres furent Joseph Christian Leyendecker et Norman Rockwell.

## Histoire
Aujourd'hui encore, il revendique sa création en 1728 par Benjamin Franklin. Or, il semble que The Saturday Evening Post ait réellement vu le jour le 4 août 1821 (soit plus de 30 ans après la mort de Franklin) sous forme d'un hebdomadaire qu'il conservera jusqu'au 8 février 1969. Ce n'est que vers la fin du XIXe siècle que Curtis Publishing Company a revendiqué la filiation avec The Pennsylvania Gazette fondé par Benjamin Franklin en 1728.
Il s'impose au cours du XIXe siècle comme journal familial et populaire proposant des articles de fond politiques et d'actualité, des chroniques sportives ou encore des feuilletons.
À partir de la fin de 1899, le Post change de mise en page en adoptant une couverture illustrée. Les plus connues sont probablement à mettre au compte du peintre Norman Rockwell. Dans les années 1920 et 1930, le journal publie des nouvelles de certains grands auteurs comme Agatha Christie, Francis Scott Fitzgerald ou John Steinbeck.
Le journal devient une filiale de la Benjamin Franklin Literary and Medical Society et se spécialise dans les années 1970 dans les questions médicales, la nutrition, la médecine préventive et le fitness. 

Couvertures
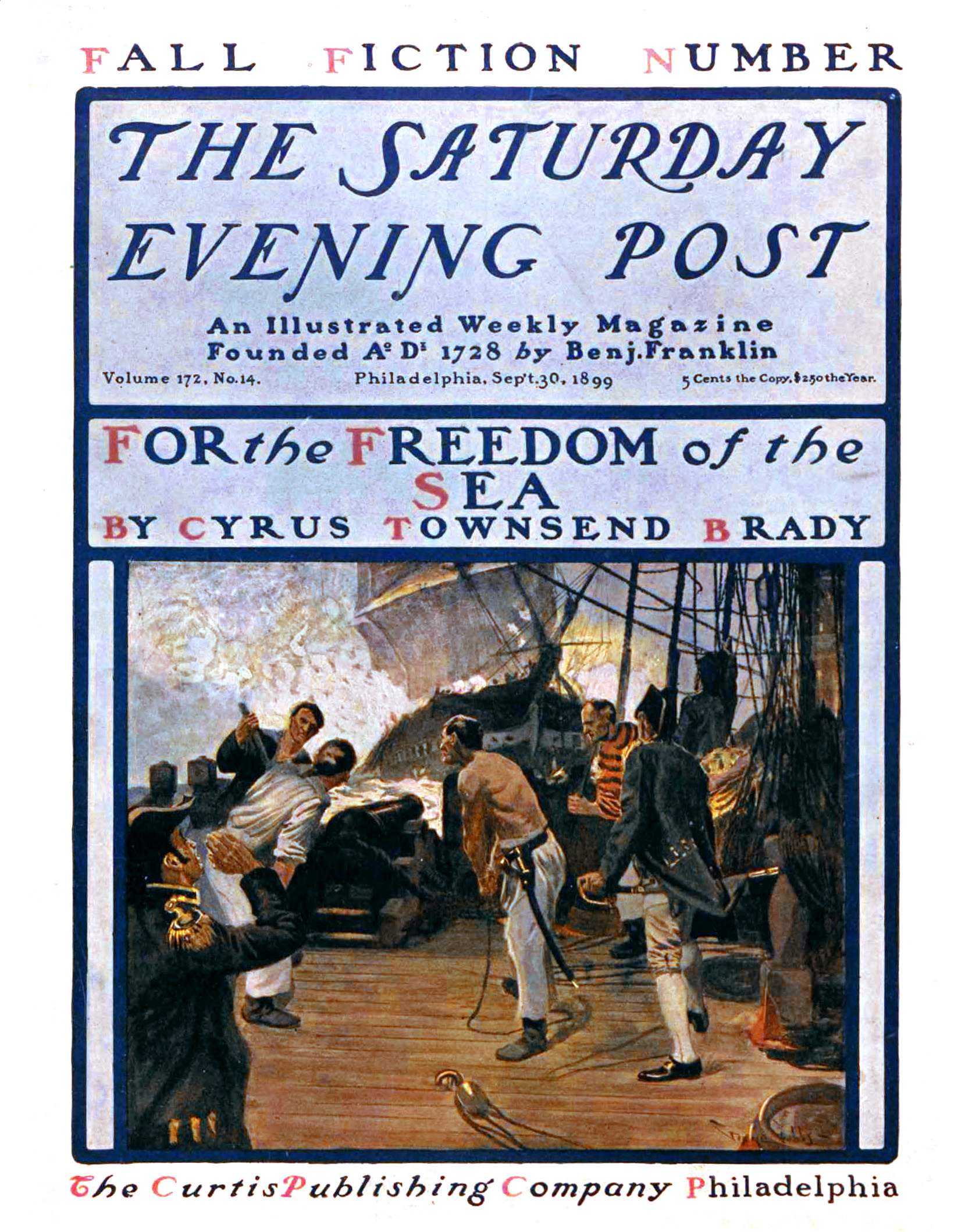
George Gibbs, première couverture en couleur publiée le 30 septembre 1899
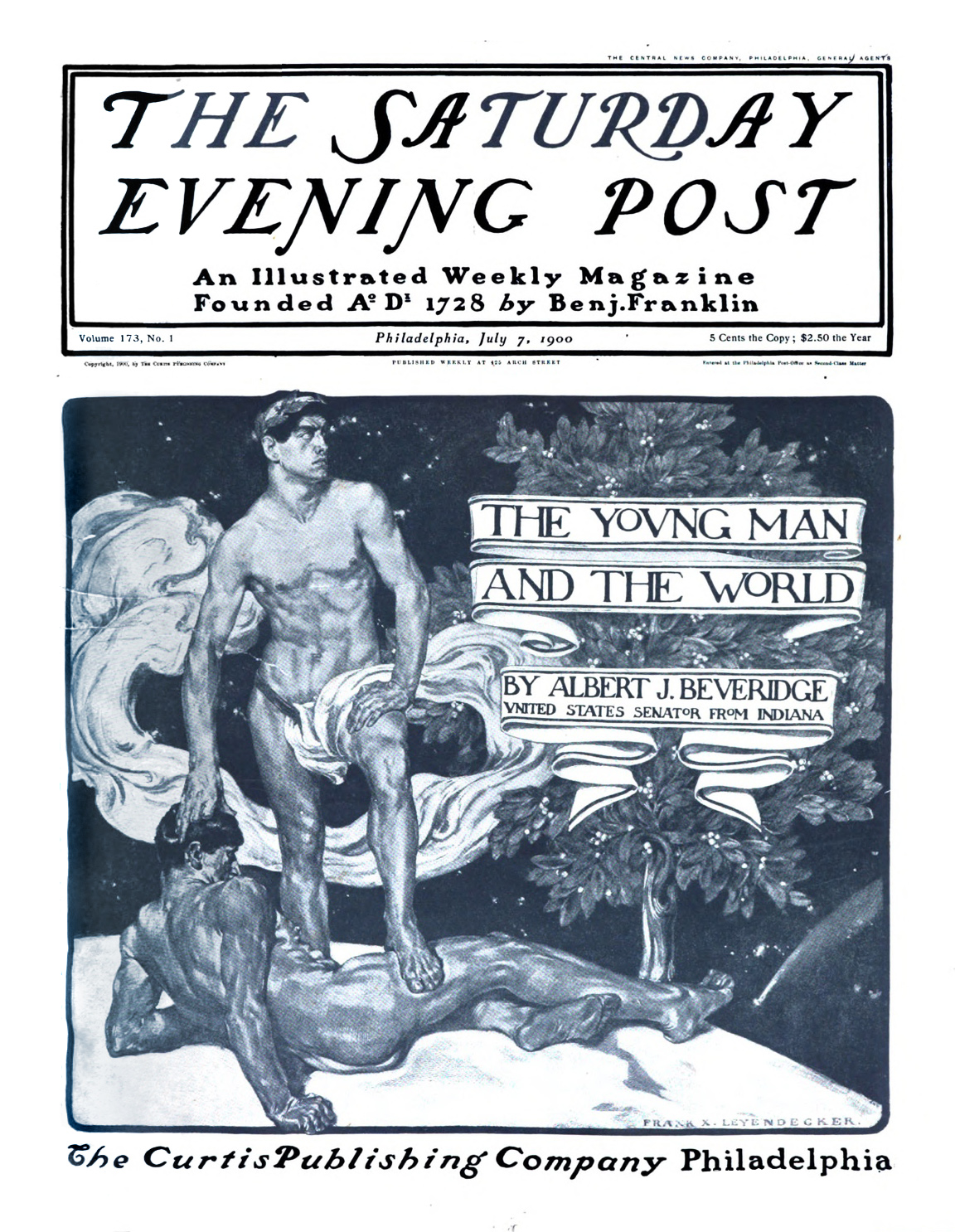
Frank Xavier Leyendecker ; couverture du 7 juillet 1900
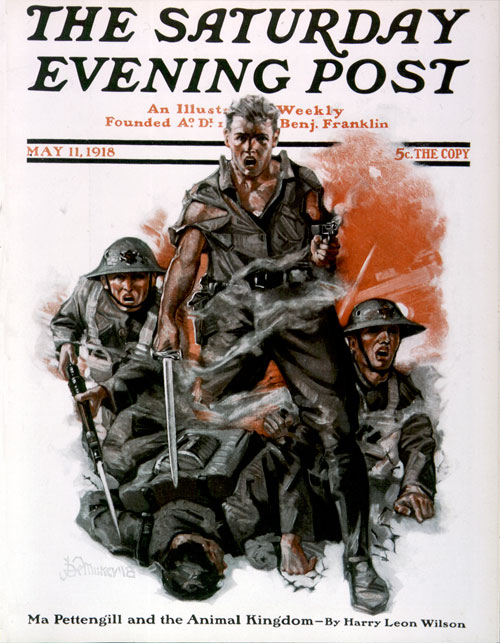
Julien de Miskey, couverture du 11 mai 1918
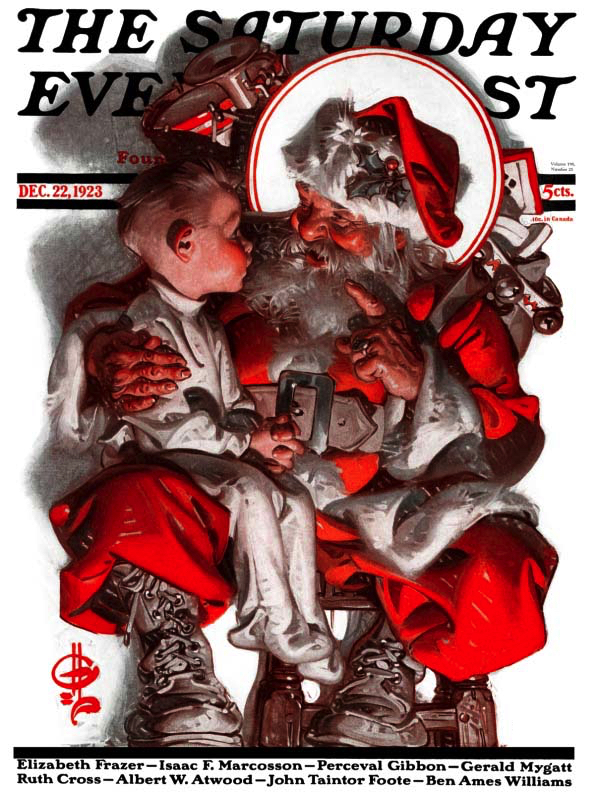
Joseph Christian Leyendecker, couverture du 22 décembre 1923
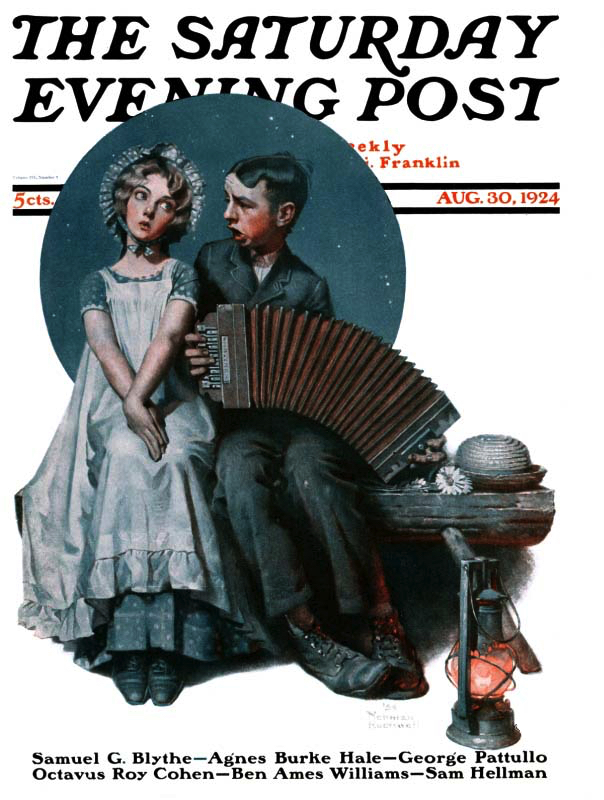
Norman Rockwell, couverture du 30 aout 1924